# Катерина Олексіївна
Про велику княгиню Катерину Олексіївну див. Катерина II
Катерина Олексіївна (нар. 27 листопада (7 грудня) 1658 — пом. 1 (12) травня 1718) — московська царівна, дочка московського царя Олексія Михайловича і Марії Милославської, рідна сестра царівен Софії та Марії, а також — однокровна Петра I.

## Життєпис
За переказами, перед народженням дочки Олексію Михайловичу привидівся образ святої великомучениці Катерини Олександрійської, тому донька отримала це нетипове для Романових ім'я. На місці видіння було засновано Катерининську чоловічу пустинь (за селом Царицином).
Під час Хованщини 1682 року Андрій Іванович Хованський звинувачувався в тому, що нібито з допомогою одруження з нею мав намір захопити престол.
В 1683 році іноземець так її описував: «Катерина — носить шапку і сукню в польському стилі (на кшталт „tuztuka“ з широкими рукавами); закинула московські каптани, перестала заплітати волосся в одну косу».
У 1684 році розпорядилася побудувати Новий собор Донського монастиря. Після Стрілецького бунту 1698 року царівна була арештована, але потім виправдана і звільнена.
Як і інші її сестри, померла неодруженою. «Вона єдина [зі своїх рідних сестер], тримаючись осторонь політичних подій свого часу, не відчула на собі гніву Петра I» в перший період його царювання. Разом з царевичем Олексієм Петровичем хрестила Марту Скавронську, майбутню імператрицю Катерину I Олексіївну.
У 1716 році Петро перейнявся тим, що до 58-річної царівну ночами ходить підключник Богданов. Почалася слідча справа, ключника допитали, покарали і заслали в Сибір, а Катерина була запідозрена в участі у політичній змові, арештована, допитана.
Померла у себе вдома на Дівочому полі.
Похована в Смоленському соборі Новодівичого монастиря.